# Tridentella benguela
Tridentella benguela is een pissebed uit de familie Tridentellidae. De wetenschappelijke naam van de soort is voor het eerst geldig gepubliceerd in 2001 door Johann Friedrich von Brandt & Gary C.B. Poore.